# Marie Christine Chilver
Marie Christine Chilver   (Londres, 9 de desembre de 1920 - 5 de novembre de 2007) (en letó: Marija Kristīne Čilvere) coneguda també pel sobrenom Agent Fifi, va ser una agent espia del Regne Unit durant la Segona Guerra Mundial. Chilver va ser reclutada quan va fugir dels nazis després d'ajudar un aviador anglès a retornar a Anglaterra. Allà va treballar per la SOE (de les sigles angleses Special Operations Executive), una organització creada durant la Segona Guerra Mundial per Winston Churchill i Hugh Dalton amb l'objectiu de portar a terme espionatge, sabotatge i reconeixement militar i especial contra les Potències de l'Eix a l'Europa ocupada per l'Alemanya nazi.

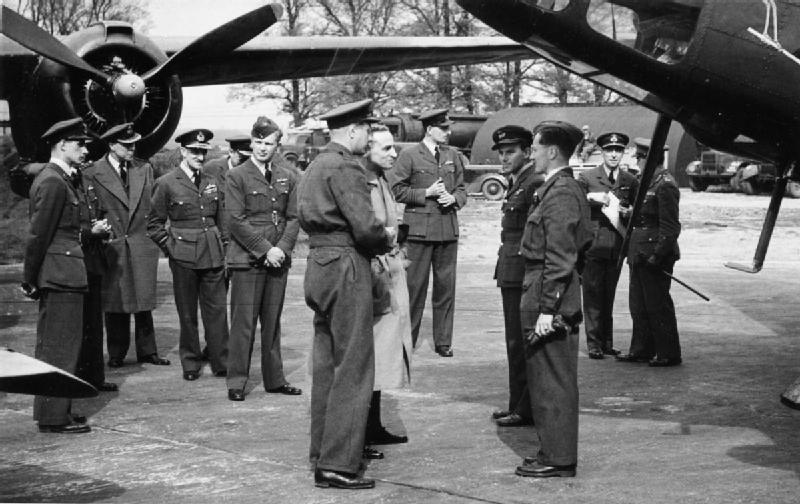
Membres de les Forces Aèries Reials, 1942-1945. HU60540

Chilver va néixer a Londres, Anglaterra. Filla d'un anglès, corresponsal al prestigiós diari The Times, i d'una letona. Criada a Letònia, va anar a una escola alemanya a Riga abans de moure's cap a França on va estudiar a la Universitat de París, coneguda també com a Universitat París-Sorbonne.
Amb la invasió alemanya, tot un conjunt de persones provinents de diferents indrets d'Europa, van haver de fugir d'aquella zona. Dins aquest aglomerat de persones, bàsicament hi havia mares i fills provinents del Regne Unit, els quals van ser internats a diferents camps de concentració. Chilver va ser internada al camp Frontsalaf 14 a Besançon. Mesos després es va escapar del camp i va reeixir arribar a Anglaterra l'any 1941, en ajudant un oficial de les Forces Reials Aèries ferit durant el viatge. Mentrestant, la seva mare i la seva germana havien fugit cap a Suècia a causa de l'ocupació de Letònia pels soviètics, on totes les seves propietats havien estat confiscades pels russos. Una vegada retirada i fora del del SOE va viure una vida totalment anònima a Lydney al comtat deGloucestershire.